# Trianthema hereroensis
Trianthema hereroensis är en isörtsväxtart som beskrevs av Schinz. Trianthema hereroensis ingår i släktet Trianthema och familjen isörtsväxter. Inga underarter finns listade i Catalogue of Life.